# Eutreta rhinophora
Eutreta rhinophora es una especie de insecto del género Eutreta de la familia Tephritidae del orden Diptera.

## Distribución
Belize, Colombia, Costa Rica, El Salvador, Guatemala, Honduras, México, Nicaragua, Panamá, y Venezuela.

## Taxonomía
Erich Martin Hering la describió científicamente por primera vez en el año 1937.